# La Haye-le-Comte
Haye-le-Comte – miejscowość i gmina we Francji, w regionie Normandia, w departamencie Eure.
Według danych na rok 1990 gminę zamieszkiwało 79 osób, a gęstość zaludnienia wynosiła 24 osoby/km² (wśród 1421 gmin Górnej Normandii Haye-le-Comte plasuje się na 813 miejscu pod względem liczby ludności, natomiast pod względem powierzchni na miejscu 821).